# لوپنیک
لوپنیک (به چکی: Lopeník) یک منطقهٔ مسکونی در جمهوری چک است که در ناحیه اوهرسکه هرادیشتی واقع شده‌است. لوپنیک ۱۲٫۵۲ کیلومتر مربع مساحت و ۱۹۵ نفر جمعیت دارد و ۴۹۰ متر بالاتر از سطح دریا واقع شده‌است.